# 두부 프로레슬링

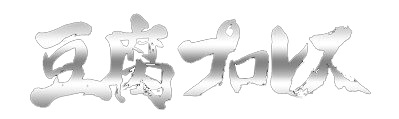

두부 프로레슬링(豆腐プロレス)는 일본의 TV 아사히 계열의 드라마이다. 2017년 1월 22일부터 7월 2일까지 매주 토요일(격주 일요일) 심야로 방송하였다.

## 스태프
- 연출 : 토요시마 케이스케, 요시다 코타
- 극본 : 토쿠오 코우지, 스즈키 타이치

## 등장 인물
- 미야와키 사쿠라 - 체리 미야와키 역
- 마츠이 쥬리나 - 할리우드 쥬리나 역
- 요코야마 유이 - 롱스피치 요코야마 역
- 시로마 미루 - 도톤보리 시로마 역
- 무카이치 미온 - 스트로베리/블랙베리 무카이치 역
- 카토 레나 - 큐티 레낫치 역
- 키자키 유리아 - 팟파라 키자키 역
- 시마다 하루카 - 윤보 시마다 역
- 후루하타 나오 - 색소폰 후루하타 역
- 키노시타 모모카 - 이케멘 모모카 역
- 마츠무라 카오리 - 쿠이우치 마츠무라 역
- 타카야나기 아카네 - 버드 타카야나기 역
- 스다 아카리 - 옥토퍼스 스다 역
- 나카이 리카 - 맥스 나카이 역
- 카토 미나미 - 바톤 카토미나 역
- 야마다 노에 - 보이스 야마다 역
- 코다마 하루카 - 에메랄드 하루카 역